# Rob Stolk
Rob Stolk (1946-2001) est un imprimeur et activiste libertaire néerlandais.

## Biographie
En 1965, avec entre autres, Roel van Duijn (nl), il est l'un des fondateurs du mouvement Provo aux Pays-Bas.
Avec Tom Bouman (1937), il participe fin 1966 à un congrès anarchiste international à Milan.